# You're...
『You're...』（ユーアー）は永井真理子10枚目のアルバム。

## 概要
東芝EMI移籍初、『Kiss Me Kiss Me』から3年ぶりのアルバム。先行シングル「うた」、ボーナス・トラックにDREAMS COME TRUEの中村正人が楽曲提供した「真夏のイヴ」を収録。育児と並行して音楽活動した関係で今作から間隔を空けリリース。本作は永井が作詞、夫であるCoZZiは作曲のみ手掛けた。永井に作詞提供をしていた只野菜摘が数年ぶりに永井との共作詞で参加。編曲は中村哲が大半を担当した。

## 収録曲
全編曲：中村哲（特記以外）全作曲：CoZZi
1. うた
  - 作詞：永井真理子・村野耕治
  - 「住通チェーン」CMソング
2. あなたに負けないくらい
  - 作詞：永井真理子・只野菜摘
  - 「オッペン化粧品」CMソング
3. 海と貝殻
  - 作詞：永井真理子・只野菜摘
4. がんばらなくていい
  - 作詞：永井真理子
5. boy （Album Version）
  - 作詞：永井真理子
  - 「北海道労働金庫」CMソング
  - 「うた」のc/w曲
6. 愛をください
  - 作詞：永井真理子
7. nonfiction〜めげるな、つぼみ〜
  - 作詞：村野耕治
8. 車が欲しい
  - 作詞：永井真理子
9. drops
  - 作詞：村野耕治
10. wanna be free
  - 作詞：村野耕治
11. 引っ越しします
  - 作詞：永井真理子、作曲：高野寛
12. 私を探しにゆこう（Album Version）
  - 作詞：永井真理子
13. 真夏のイヴ<Special Bonus Track>
  - 作詞：永井真理子、作曲・編曲：中村正人
  - 角川アニメ映画 「天地無用!真夏のイヴ」主題歌